# Debattierclub Stuttgart
Der Debattierclub Stuttgart (DCS) ist der deutsch- und englischsprachige Debattierclub der Universität Stuttgart. Er wurde 2004 gegründet und zählt heute zu den international erfolgreichsten Clubs im deutschsprachigen Debating. Der DCS ist unter anderem Vize-Weltmeister und stellte den zweitbesten Redner der Welt in English as a Foreign Language (Englisch als Fremdsprache, EFL) der World Universities Debating Championship (WUDC) 2010; bei der WUDC 2011 stellte der DCS den viertbesten Redner der Welt in English as a Second Language (Englisch als Zweitsprache, ESL) sowie den besten Redner der Welt in EFL.

## Geschichte
Der DCS wurde nach einigen Monaten informeller Treffen im Jahr 2004 auf Initiative von Thorsten Rogowski als studentische Hochschulgruppe an der Universität Stuttgart in Form eines gemeinnützigen Vereins gegründet und in das Studium generale der Universität sowie in den Dachverband VDCH eingegliedert. Zwecke des Vereins sind die Bildung der demokratischen Streitkultur und die Vermittlung rhetorischer Kompetenzen. Dies wird durch regelmäßige Schulungen rhetorischer Methoden und Fertigkeiten und anschließende Debatten erreicht. Auch die Teilnahme an und die Ausrichtung von Redewettstreiten tragen zur Erreichung dieser Ziele bei. Mitglieder des DCS nehmen daher regelmäßig an nationalen Turnieren wie der Deutschen Debattiermeisterschaft (DDM) und internationalen Turnieren wie der WUDC und der European Universities Debating Championship (EUDC) teil.

## Aktivitäten
Bereits 2003 richtete der DCS die Baden-Württembergische Meisterschaft im Hochschuldebattieren (BaWü) aus, außerdem 2008 die Süddeutsche Meisterschaft (SDM) und 2010 sowie 2011 eine ZEIT Debatte mit jeweils über 100 Teilnehmern. Ebenfalls 2011 richtete der DCS sein erstes internationales Turnier aus, das Stuttgart IV 2011. Die Turniere wurden alle im Format British Parliamentary Style abgehalten. Der Club veranstaltet zudem regelmäßig Freundschaftsturniere und Showdebatten, so z. B. im Mai 2011 im Stuttgarter Rathaus.
Seit 2009 bietet der DCS jedes Semester ein Rhetorik- und Argumentationstraining im Rahmen der Schlüsselqualifikationen der Universität Stuttgart an. Seminare u. a. für andere Debattierclubs, Firmen, Jugendorganisationen von Parteien, Stipendiaten der Baden-Württemberg Stiftung und Sommerstudenten an der University of Oxford ergänzen das Angebot.

## Erfolge

### International
- Debating League of Europe 2013: Sieger (ESL) – Michael Saliba, Andreas Lazar, Nils Haneklaus und Sven Hein[17]
- Manchester IV 2011: Sieger (ESL) – Andreas Lazar und Michael Saliba[18]
- WUDC 2011: Halbfinalist (ESL) – Andreas Lazar und Michael Saliba[19]
- WUDC 2011: Viertbester Redner der Welt (ESL) – Michael Saliba[4]
- WUDC 2011: Bester Redner der Welt (EFL) – Andreas Lazar[4]
- Freshers’ Cup 2010 der Oxford Union: Sieger – Michael Saliba[20]
- WUDC 2010: Vize-Weltmeister (EFL) – Igor Gilitschenski und Andreas Lazar[2]
- WUDC 2010: Zweitbester Redner der Welt (EFL) – Nils Haneklaus[3]

### National
- SDM 2024: Süddeutscher Meister – Markus Gelfgren & Andrey Belkin[21]
- DDM 2013: Finalteilnahme – Michael Saliba[22]
- ZEIT Debatte Marburg 2013: Bester Redner – Nils Haneklaus[23]
- ZEIT Debatte Tübingen 2012: Sieger – Igor Gilitschenski, Michael Saliba und Nils Haneklaus[24]
- DDM 2012: Halbfinalist – Igor Gilitschenski und Michael Saliba
- ZEIT Debatte Münster 2012: Sieger – Igor Gilitschenski und Michael Saliba[25]
- DDM 2011: Viertelfinalist – Igor Gilitschenski, Nils Haneklaus und Michael Saliba[26]
- BaWü 2010: Vize-Meister – Nils Haneklaus, Andreas Lazar und Kai Nosbüsch[27]
- DDM 2010: Viertelfinalist – Igor Gilitschenski und Michael Saliba[28]
- SDM 2010: Vize-Meister – Igor Gilitschenski und Michael Saliba[29]
- BaWü 2009: Vize-Meister – Igor Gilitschenski, Kathrin Reinhold und Michael Saliba[30]
- BaWü 2007: Vize-Meister – Andreas Lazar, Kathrin Reinhold und Florian Wilken[31]